# Frank Cotton
Frank Stanley Cotton (* 30. April 1890 in Camperdown, Sydney, New South Wales; † 23. August 1955 in Hornsby, Sydney) gilt als Vater der Sportwissenschaft in Australien.

## Leben
Frank Cotton besuchte die Sydney High School und studierte dann an der Universität Sydney. Während seines Studiums war er aktiver Schwimmer und gewann 1921 mehrere Meistertitel von New South Wales im Freistilschwimmen. 1913 wurde er Dozent für Physiologie und zehn Jahre später stieg er zum leitenden Dozenten (Chief Lecturer) auf. In seiner Doktorarbeit Studies in centre of gravity changes untersuchte er Schwerkraftveränderungen. 1932 erhielt Cotton ein Rockefeller-Stipendium und war anderthalb Jahre als Dozent in den Vereinigten Staaten tätig. Danach war er als Dozent und Professor tätig. Einer seiner Schüler war der Trainer Forbes Carlile.
In der Sportwissenschaft gehörte Cotton zu den Ersten, die beim Training mit Herzschlagmessungen arbeiteten. Beim Intervalltraining führte er die Arbeit mit der Stoppuhr ein. Unter den von Cotton wissenschaftlich betreuten Schwimmern waren Judy-Joy Davies und Jon Henricks. Cotton entwickelte auch ein Ergometer und setzte dies zur Auswahl von Ruderern für den australischen Achter ein. Im Zweiten Weltkrieg entwickelte Cotton einen Pilotenanzug, den Anti-g-Anzug. 1955 starb Frank Cotton an einer Herzkrankheit.
1989 wurde Frank Cotton in die International Swimming Hall of Fame aufgenommen. Ebenfalls seit 1989 ist er Mitglied der Sport Australia Hall of Fame.